# Chevagnes
Chevagnes är en kommun i departementet Allier i regionen Auvergne-Rhône-Alpes i de centrala delarna av Frankrike. Kommunen ligger  i kantonen Chevagnes som ligger i arrondissementet Moulins. År 2022 hade Chevagnes 635 invånare.

## Befolkningsutveckling
Antalet invånare i kommunen Chevagnes
Referens: INSEE